# Classical Mushroom
Classical Mushroom је други студијски албум израелског психоделичног тренс дуа Infected Mushroom. Објављен је 20. јуна 2000. године, а са њим и два сингла "Bust a Move" и "Sailing in the Sea of Mushroom". И док претходни албум је побудио мало интересовање, албум Classical Mushroom је био комерцијални пробој групе што им је донијело и велики публицитет и популарност. Албум карактерише мноштво семплова из познатих филмова комбинованих са ритичном психоделичном тренс музиком. Сам назив албума сугерише да се ради о комбинацији психоделичне тренс музике са класичном музиком, односно са музичким нумерама у којима преовладава клавир који се сматра класичним инструментом. Иако је у почетку наишао на критике, постао је један од најпродаванијих албума Infected Mushroom и добио је златну плочу. 

## Узорци
У складу са концептом албума, преузет је већи број звучних семплова из филмова које многи сматрају "класичним":
- "Bust a Move" садржи семпл из филма Врсте 2 (1998)
- "None of this is Real" садржи семпл из филма Врана (1996)
- "The Shen" & "Mush Mushi" садржи семпл из филма Мерлин (1998)
- "The Shen" такође садржи семпл из филма Вирус (1999).
- "Disco Mushroom" садржи семпл из филма In Dreams (1999) и филма Ескалибур (1981)
- "Dracul" садржи семпл из филма Дракула (1992)
- "The Missed Symphony" садржи семплове из филма Сутра не умире никад (1997)

## Списак пјесама
1. Bust a Move – 8:21
2. None of this is Real – 6:22
3. Sailing in the Sea of Mushroom – 8:18
4. The Shen – 8:33
5. Disco Mushroom – 8:46
6. Dracul – 8:00
7. Nothing Comes Easy – 7:26
8. Mush Mushi – 7:36
9. The Missed Symphony – 10:25